# Змия на Рубик
Вижте пояснителната страница за други значения на Рубик.
Змията на Рубик (на английски: Rubik's Snake) е главоблъсканица, измислена от унгарския изобретател Ерньо Рубик.
Представлява 24 свързани помежду си триъгълни призми. Целта на задачата е да се построят различни геометрични фигури, животни и др.
[[Змията на Рубик е вълнуваща играчка, пъзел, състоящ се от 24 призми. Това са равнобедрени, еднакви по форма и размер на фигурата, свързани заедно върху панти. Благодарение на гъвкавата връзка, всички части се въртят в различни посоки и повече от 200 различни геометрични и предметни фигури могат да бъдат съставени от дълга ивица.
Наред с куба на известния унгарски изобретател:Култура на Унгария]]